# فرودگاه بولی
فرودگاه بولی (به انگلیسی: Buli Airport) یک فرودگاه است که یک باند فرود آسفالت دارد و طول باند آن ۱۲۰۰ متر است. این فرودگاه در کشور اندونزی قرار دارد و در ارتفاع ۲ متری از سطح دریا واقع شده‌است.